# Duvandžije
Duvandžije su bili Hrvati iz krajeva Hercegovine, Rame i Srednje Bosne koji su krijumčarili duhan iz Hercegovine, gdje je sađen, ubran i sušen. Ondje su ga nabavljali, zatim nosili preko Rame sve do Srednje Bosne. Putovi su išli preko Vrana, Draševa, Jaklićke planine, Raduše i Vranice, a odatle dalje. Ta djelatnost jedno je vrijeme bila jedino kako su pojedini ljudi ovih krajeva mogli opstati. U kinematografiji se dosad bavilo krijumčarenjem duhana u Hercegovini, a tek potkraj 2010-ih filmašku pozornost privuklo je što su Ramljaci krijumčarili duhan iz Hercegovine u Bosnu. te se snima dokumentarni film. 2010-ih još je malo bivših duvandžija.
Na Vran planini, kod Divina groba na Kedžari, održava se zadnje nedjelje u kolovozu sveta misa za duvandžije, kao i za sve one koji su poginuli čuvajući stada, braneći dom i dr. Misa se slavi u organizaciji udruge „Vran“ i župnoga ureda Doljani. Održava se svake godine počevši od 2011. godine.